# Xenocypris medius
Xenocypris medius är en fiskart som först beskrevs av Oshima 1920.  Xenocypris medius ingår i släktet Xenocypris och familjen karpfiskar. Inga underarter finns listade i Catalogue of Life.